# 世纪公园 (海口)
世纪公园（英語：Century Park）是一个位于海南海口龙华区的城市公园。

## 历史
2013年10月建成，共花费2828万人民币，占地面积8.4公顷。世纪公园由一片草地和西侧的大片空地组成。公园西侧与海口湾接壤，北侧位于海甸河入海口。